# Musaranya d'ungles llargues de Kelaart
La musaranya d'ungles llargues de Kelaart (Feroculus feroculus) és una espècie de mamífer de la família de les musaranyes (Soricidae). És monotípica dins del gènere Feroculus. És endèmica de Sri Lanka. El seu hàbitat natural són els boscos secs tropicals o subtropicals, els herbassars plans secs tropicals o subtropicals i els aiguamolls. Està amenaçada per la pèrdua d'hàbitat.
L'espècie fou anomenada en honor del zoòleg Edward Frederick Kelaart.